# 박분섭 까치구멍집
박분섭 까치구멍집(朴分燮 까치구멍집)은 경상북도 안동시, 안동민속박물관에 있다. 2013년 4월 9일 안동시의 문화유산 제81호로 지정되었다.